# Algers kasbah
Algers kasbah (på franska Casbah d'Alger, från arabiskans qasbah, قصبة, 'citadell') är den gamla staden i Alger, huvudstad i Algeriet. Här finns resterna av ett citadell, en gammal moské och ett palats i osmansk stil. Den gamla stadens kvartersindelning är också bevarad. Algers kasbah räknas sedan 1992 till listan över världsarv.
Som en mer generell benämning används kasbah för att beskriva det muromgärdade citadellet som finns i många nordafrikanska städer.

## Historia

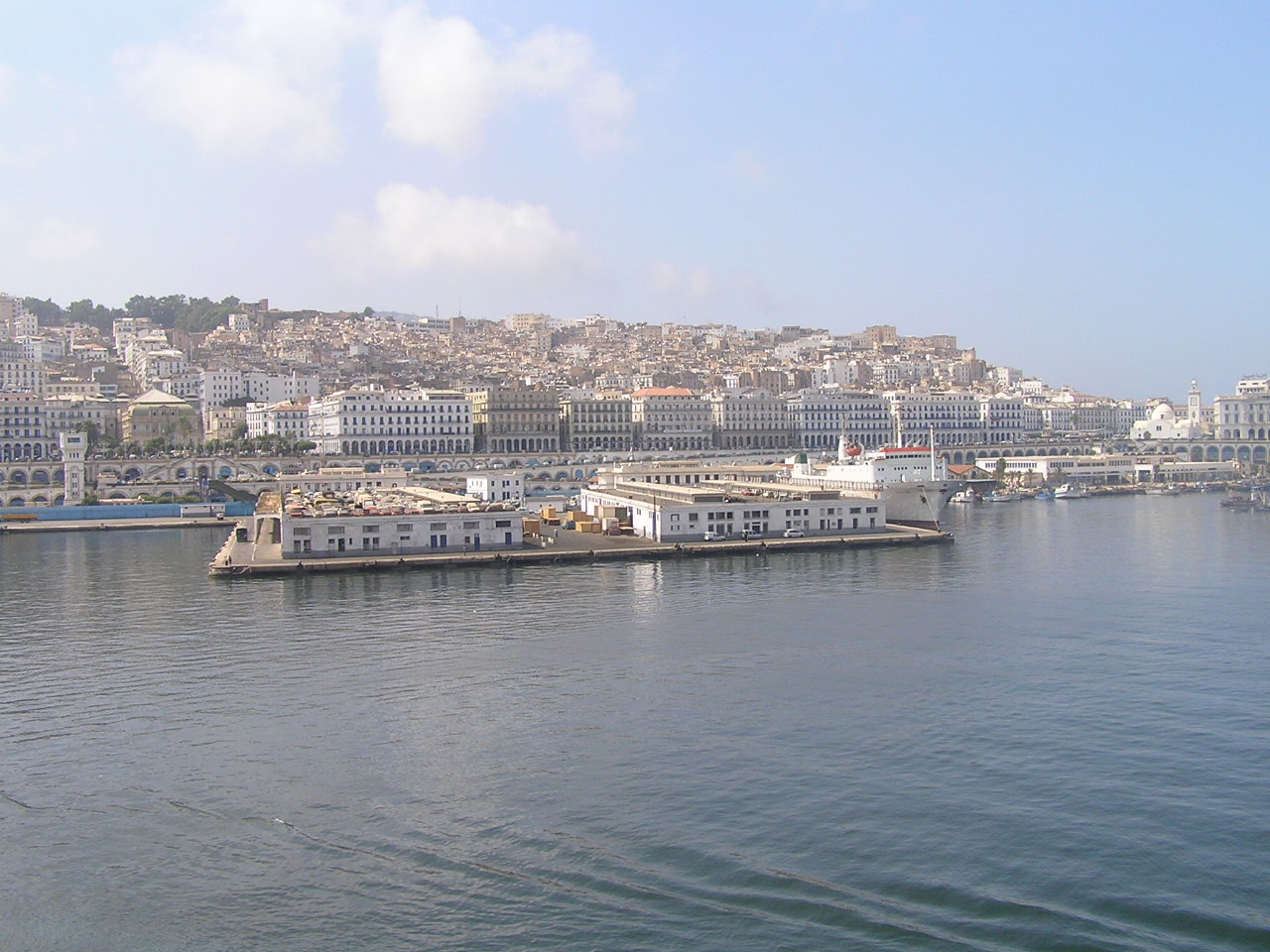
Algers kasbah

Algers kasbah är byggd på ruinerna av den gamla romerska staden Icosium. Den är en liten stad, som byggts på en kulle, går ner mot havet, uppdelad i två delar: den övre staden och den nedre staden. Här hittar man murverk och moskéer från 1600-talet; Ketchaouamoskén (uppförd 1794 av Dey Baba Hassan) flankerad med två minareter, moskén el Djedid (1660, vid tiden för den turkiska förmyndarregeringen) med dess stora ovala kupol och dess fyra småkupoler, moskén El Kébir (äldst av moskéerna, som byggdes av almoravidiska Youssef Ibn Tachfin och senare återuppbyggd 1794), moskén Ali Betchnin (Raïs, 1623).
Kasbahn spelade en central roll under den algeriska kampen för självständighet (1954-1962). Den var mittpunkten av upprorets planering av Fronten för nationell frihet (FLN) och gav dem en fristad för att planera och utföra terrorattacker mot franska medborgare och personal vid brottsbekämpande myndigheter i Algeriet vid denna tid. För att motverka deras ansträngningar, fokuserade fransmännen särskilt på kasbahn. I upprorsbekämpningen som general Jacques Massu och major Paul Aussaresses drev, ingick tortyr och våldsamma krigslagar.. De var särskilt effektivt i kampen mot FLN under den tre veckor långa strejken beordrad av Mohammed Larbi Ben M'hidi.
För utomstående, verkar kasbahn vara en förvirrande labyrint av gator och återvändsgränder flankerade av pittoreska hus; men om man går vilse räcker det att vända ner mot havet för att åter komma rätt.